# GWLT
GWLT (Disemvoweling von ,Gewalt‘) ist eine 2013 gegründete Hardcore-Punk-/Crossover-Band aus München.

## Geschichte
GWLT wurde im Jahr 2013 von dem Sänger David Mayonga und dem Gitarristen Chris Zehetleitner in München gegründet. Später stießen mit Florian Gudzent ein zweiter Gitarrist sowie der Bassist Michael Kokus und der Schlagzeuger Fabian Füss zu dem Duo. Zehetleitner, Füss und Gudzent spielten zuvor in den bekannten Punkbands Emil Bulls, The Blackout Argument bzw. The New Recruits. Sänger Mayonga ist nebenbei als MC unter dem Namen Roger Rekless bekannt.
Noch im Gründungsjahr veröffentlichte die Gruppe ihre Debüt-EP Ohne Anfang Ohne Ende mit drei Stücken über Acuity.Music, dem Tochterunternehmen der Independent-Plattenfirma Let It Burn Records zunächst auf digitaler Ebene. Eine Veröffentlichung auf physischer Basis erfolgte mit der Herausgabe der zweiten EP Psychogenese in Zeiten der Apokalypse am 23. Mai 2014. Die beiden EPs gehören mit der am 10. Oktober 2014 veröffentlichten EP Wir sind keine Helden zu einer EP-Trilogie, welche später als EP-Trias im Bundle erneut aufgelegt wurde. Die physische Version aller EPs wurde über Cutwork Collective, einem weiteren Sublabel von Let It Burn Records, veröffentlicht. Mit dem Lied Frontex International unterstützte die Gruppe die Hardcore Help Foundation, welche unter anderem Lieder von bekannten und unbekannten Szene-Gruppen auf einer Kompilation zusammenpresste und mit deren Einnahmen soziale Projekte unterstützt. Der Erlös ging im Zuge der Flüchtlingskrise unter anderem an Erstaufnahmestellen.
Am 13. Juli 2015 gab Marcus Staiger von Nuclear Blast die Gründung eines neuen Sublabels, Arising Empire, bekannt, zu deren ersten Signings auch GWLT gehören. Vor dem Signing bei Arising Empire veröffentlichte die Gruppe das Lied Weil wir viele sind mitsamt Musikvideo. Außerdem starteten die Musiker die Weil wir viele sind Kampagne, welche sich abseits von Musik in sozialen und politischen Projekten engagiert. Am 13. November 2015 erschien mit Die Grundmauern der Furcht eine weitere EP, exklusiv als Schallplatte, limitiert auf 1000 Tonträger. Das Debütalbum Stein & Eisen wurde Ende 2015 angekündigt und schließlich am 29. Januar 2016 über Arising Empire herausgegeben. Das Album wurde in den Kohlekeller Studios mit Produzent   Kristian „Kohle“ Kohlmannslehner aufgenommen. Zwei Pre-Listening-Konzerte fanden im Oktober 2015 im Underground in Köln sowie im Berliner Club Cassiopeia statt.
Zwischen dem 30. Januar 2016 und dem 6. März 2016 spielte die Gruppe im Rahmen der Togetherfest Tour durch mehrere deutsche Städte, sowie in Österreich, Belgien, den Niederlanden sowie im Vereinigten Königreich. Dabei spielte die Gruppe als Opener für die Gorilla Biscuits, Modern Life Is War und Touché Amoré.

## Stil
Ulf Imwiehe vom Intro beschreibt die Musik von GWLT in seiner Albumkritik zu Stein & Eisen als „stumpf-stampfigen Bollo-Hardcore mit simplen Groove-Metal-Riffs und scharfzüngigem deutschsprachigen Rap“. Michael Klaas vom Onlinemagazin Metal.de beschreibt die Musik als eine „Hardcore-beeinflusste eingängige Spielweise des Alternative Metal.“
Für die Komposition der Musik ist Chris Zehetleitner, welcher seine musikalischen Wurzeln im Hardcore-Punk hat, verantwortlich. Sänger David Mayonga, welcher neben der Band als MC Roger Rekless auftritt, nutzt unter anderem Shoutings, arbeitet auch mit dem für den Rap üblichen Sprechgesang. Die Band hebt den Anspruch beide musikalische Welten clever zu verbinden.
In den Texten verarbeiten die Musiker hauptsächlich sozialkritische Thematiken, drücken ihr Leid gegenüber geschürtem Hass, Volksverhetzung und Rassismus aus. In einem Interview mit dem deutschen Smash Mag erklärten David Mayonga und Chris Zehetleitner, dass als ein zentrales Thema auf dem Debütalbum die Gefühle Wut und Furcht eine größere Rolle spielen. Sie beschrieben in dem Gespräch mit Markus Tils, dass beide Gefühle in der Psychologie eng miteinander zusammenhängen können. Das Stück Hannah Arendt, welches ebenfalls auf dem Debütalbum zu finden ist, wurde für die jüdische deutsch-amerikanische politische Theoretikerin Hannah Arendt geschrieben, welche in den 1960er Jahren über den Eichmann-Prozess berichtete. Die Texte sind lediglich auf Deutsch verfasst und brillieren laut Ronny Bittner vom Rock Hard durch das eingängige Songwriting. Bittner bezichtigte die Band in einer älteren Rezension, eine „Dicke-Hose-“ und „Macker-Attitüde“ zu verkörpern. Allerdings lobte er bereits in dieser Kritik die Texte der Gruppe. In einem älteren Review von Frank Engelhardt im Fuze Magazine prophezeite dieser, dass wir mit GWLT „im schlimmsten Fall bald die deutschen Deez Nuts mit Inhalt, im besten Fall eine neue Bewegung mit Impuls für die hiesige Szene“ haben könnten.

## Diskografie

### EPs und Alben
- 2013: Ohne Anfang Ohne Ende (EP, Acuity.Music)
- 2014: Ohne Anfang Ohne Ende (EP, Cutwork Collective)
- 2014: Psychogenese in Zeiten der Apokalypse (EP, Cutwork Collective)
- 2014: Wir sind keine Helden (EP, Cutwork Collective)
- 2014: Ohne Anfang ohne Ende EP-Trias (die EPs Ohne Anfang Ohne Ende, Psychogenese in Zeiten der Apokalypse und Wir sind keine Helden als Bundle, Cutwork Collective)
- 2015: Die Grundmauern der Furcht (EP, Arising Empire)
- 2016: Stein & Eisen (Album, Arising Empire)

### Videos
- 2013: Krrk! Und Frieden
- 2014: Alles muss brennen
- 2014: Wir sind keine Helden
- 2015: Frontex International
- 2015: Weil wir viele sind
- 2015: Ruhe & Frieden
- 2015: Die Grundmauern der Furcht
- 2016: Stein
- 2016: Eisen